# Йон Бернхард Лейберг
Йон Бернхард Лейберг (швед. John Bernhard Leiberg; 7 жовтня 1853 — 28 жовтня 1913) — шведсько-американський ботанік, бріолог та лісівник.

## Біографія
Йон Бернхард Лейберг народився 7 жовтня 1853 року у місті Мальме.
У 1868 році він переїхав до Америки. У 1880 році Лейберг оселився у штаті Айдахо. Він був місцевим агентом ботанічного відділу Міністерства сільського господарства США. З 1897 до 1903 року Лейберг був пов'язаний із Геологічною службою США. З 1904 до 1905 року він був інспектором з лісоводства на Філіппінах.
Йон Бернхард Лейберг помер 28 жовтня 1913 року у штаті Орегон.

## Ботанічніепоніми
- Nymphaea leibergii
- Panicum leibergii
- Dichanthelium leibergii
- Aconitum leibergii
- Sedum leibergii
- Erigeron leibergii
- Brachythecium leibergii
- Phacelia leibergii
- Trifolium leibergii
- Bulbophyllum leibergii

## Окремі наукові праці
- Contributions to the Flora of Idaho and Minnesota[3].